# لوبوايا
لوبوايا هي قرية في كميونة كاتونيلي في مقاطعة غورج، الإقليم التاريخي أولتينيا، رومانيا.